# Хелмиця-Мала
Хелмиця-Мала (пол. Chełmica Mała, нім. Helmbach) — село в Польщі, у гміні Фабянки Влоцлавського повіту Куявсько-Поморського воєводства.
Населення — 310 осіб (2011).
У 1975-1998 роках село належало до Влоцлавського воєводства.

## Демографія
Демографічна структура станом на 31 березня 2011 року:
|          | Загалом | Допрацездатний вік | Працездатний вік | Постпрацездатний вік |
| -------- | ------- | ------------------ | ---------------- | -------------------- |
| Чоловіки | 159     | 28                 | 114              | 17                   |
| Жінки    | 151     | 32                 | 83               | 36                   |
| Разом    | 310     | 60                 | 197              | 53                   |